# Mammillaria albicans
Mammillaria albicans är en kaktusväxtart som först beskrevs av Nathaniel Lord Britton och Joseph Nelson Rose, och fick sitt nu gällande namn av Alwin Berger. Mammillaria albicans ingår i släktet Mammillaria och familjen kaktusväxter.

## Underarter
Arten delas in i följande underarter:
- M. a. albicans
- M. a. fraileana

## Bildgalleri

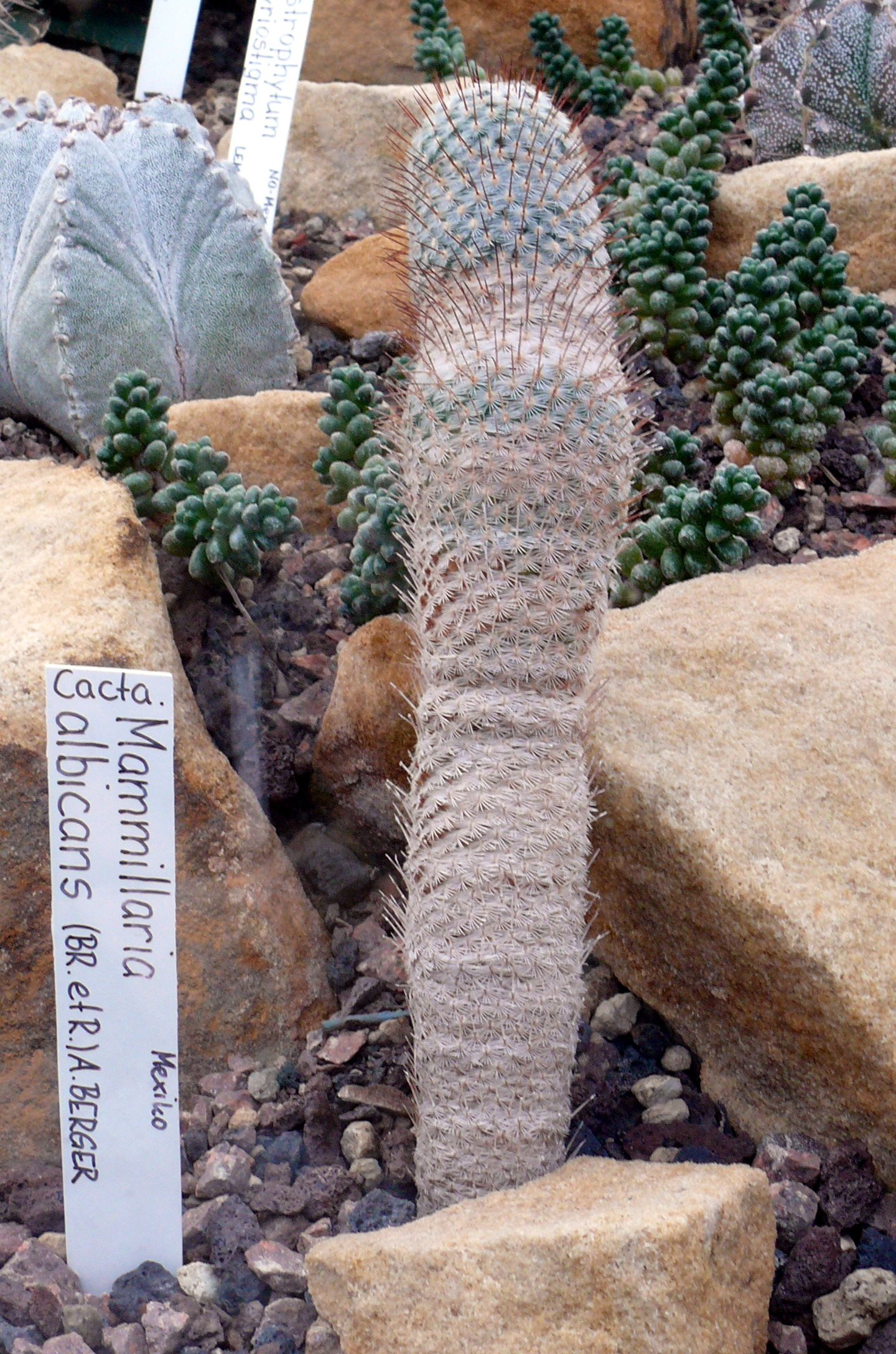
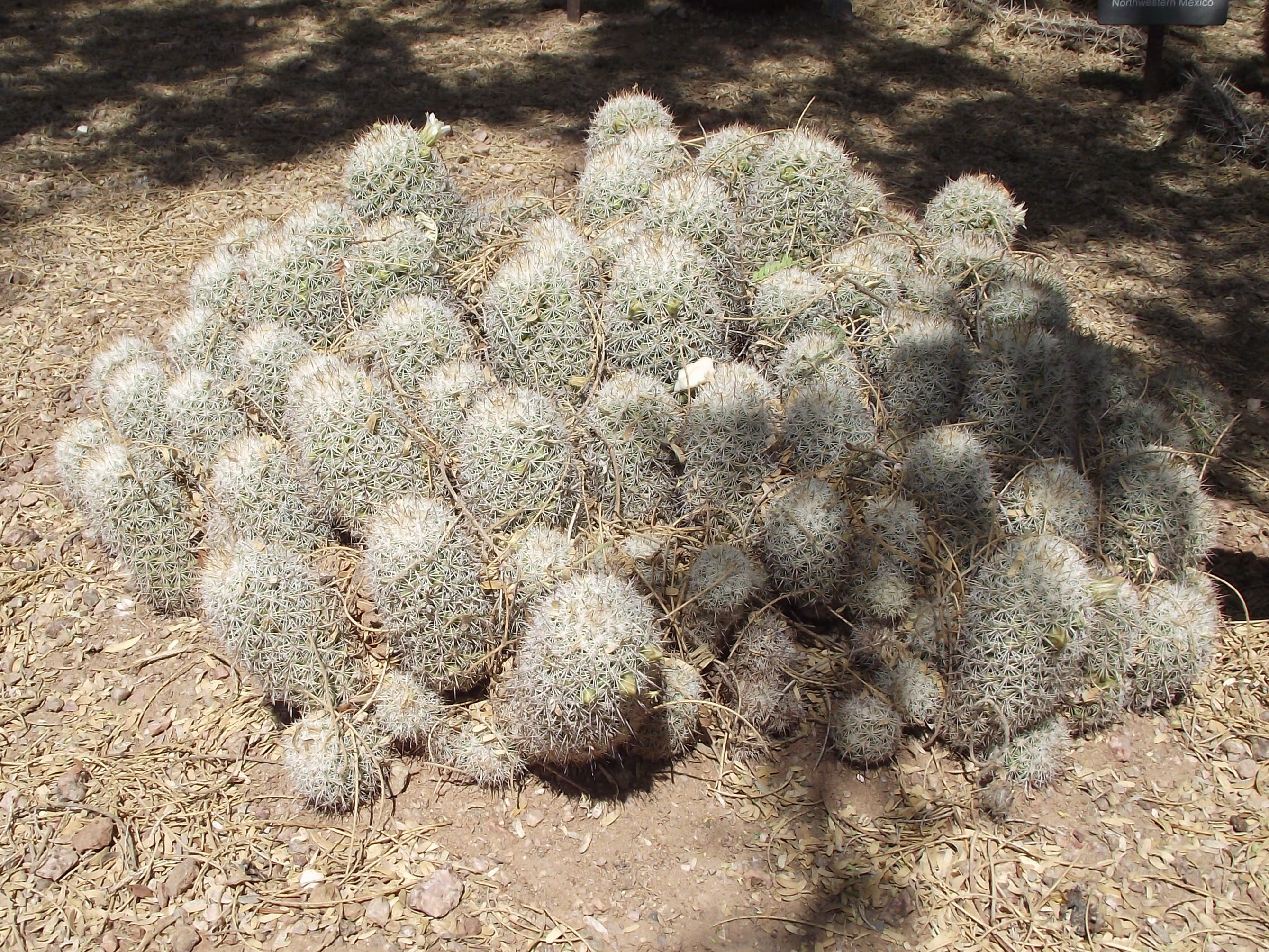
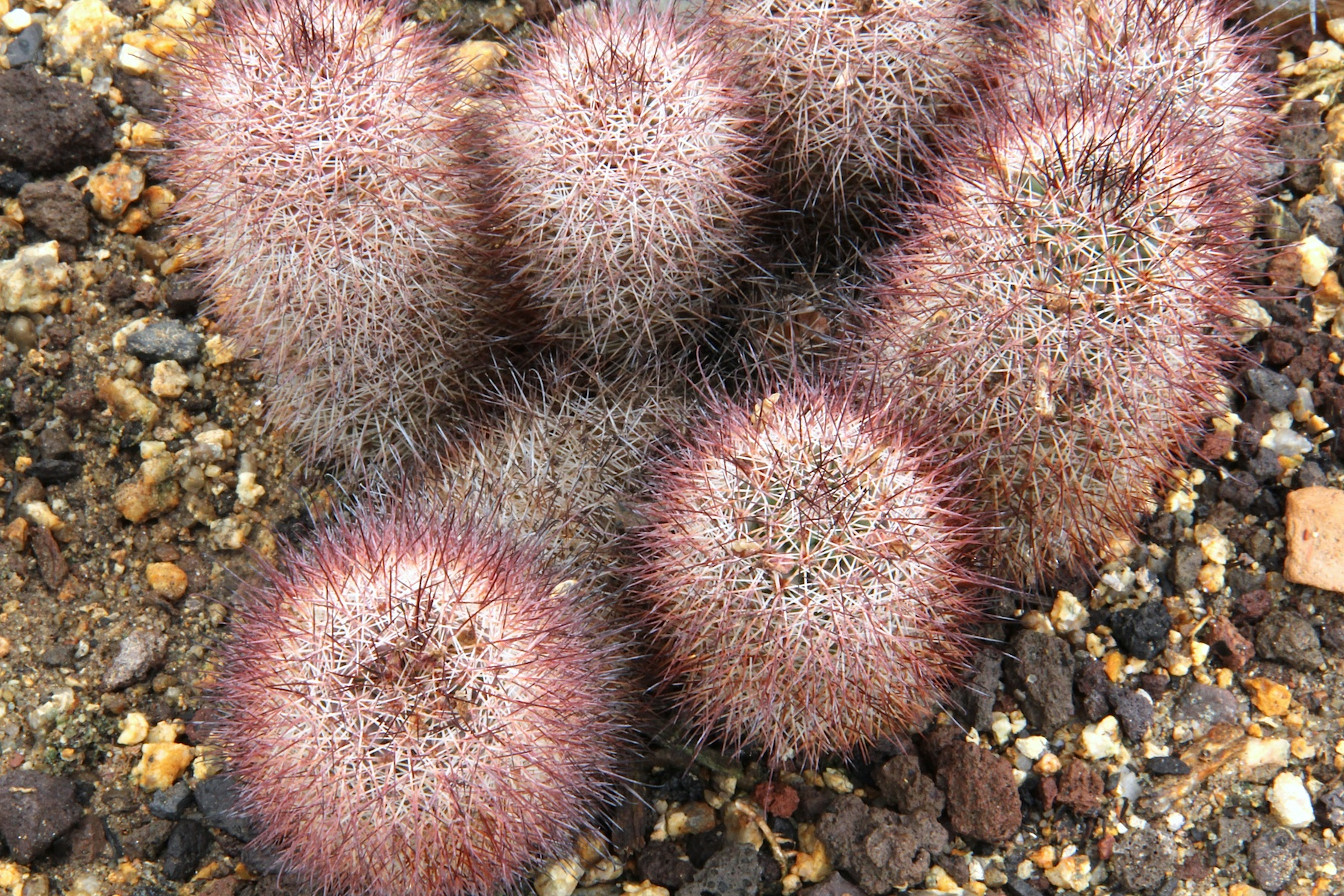